# Franz Werner
Pour les articles homonymes, voir Werner.
Franz Werner (Franz Josef Maria Werner) est un zoologiste et un explorateur autrichien, né le 15 août 1867 à Vienne et mort le 28 février 1939 dans cette même ville.

## Biographie
C’est son père qui lui fait découvrir à six ans les reptiles et les amphibiens. Élève brillant, il correspond très tôt avec George Albert Boulenger (1858-1937) et Oskar Boettger (1844-1910) qui l’encouragent dans l’étude de ces animaux. Il obtient son doctorat à Vienne en 1890 et après avoir passé une année à Leipzig, il commence à enseigner à l’Institut de zoologie de Vienne. Il devient en 1919, professeur titulaire, fonction qu’il conserve jusqu’à sa retraite en 1933.
Bien que travaillant près du Muséum d'histoire naturelle de Vienne, il ne peut utiliser les collections herpétologiques de cette institution qu’après la mort de son directeur, Franz Steindachner (1834-1919), celui-ci n’aimant pas Werner lui avait interdit l'accès aux collections. Werner réussit à constituer une immense collection personnelle et fait paraître plus de 550 publications principalement sur l’herpétologie. Il forme de nombreux scientifiques, tant herpétologistes qu’entomologistes, car il était aussi spécialiste d’orthoptères ainsi que des scorpions.
Il fait paraître en 1931, Dritte Klasse der Craniota : dritte und zugleich letzte Klasse der Ichthyopsida : Amphibia, Lurche : allgemeine Einleitung in die Naturgeschichte der Amphibia. Son livre, Amphibien und Reptilien (1910), contribue à la popularisation de la terrariophilie.

## Source
- Kraig Adler (1989). Contributions to the History of Herpetology, Society for the study of amphibians and reptiles.